# 2009年12月

## 12月1日
- 美国总统奥巴马宣布阿富汗新战略的前一天，预计他将宣布向阿富汗增兵3万多人，将在未来12至18个月内完成部署。BBC（页面存档备份，存于）
- 朝鮮人民民主主義共和國宣佈以100舊圓兌1新圓的標準收回原來流通的朝鮮圓。朝鮮日報中文網法新社（页面存档备份，存于）
- 欧盟各机构领导人在葡萄牙首都里斯本举行仪式，庆祝《里斯本条约》正式生效。新华网

## 12月2日
- 盧安達成為按《渥太華條約》第一個完全消除地雷的國家。英國廣播公司（页面存档备份，存于）

## 12月3日
- 美國最大有線業者康卡斯特於上午宣布以137.5億美元收購集團旗下NBC環球51%股權，因而實質掌控NBC環球。聯合新聞網[]
- 大韓民國首爾特別市東北方的京畿道抱川市新興里軍方靶場於上午11時40分左右發生爆炸事故，導致1人死亡、5人受傷。朝鮮日報中文網中央社經由聯合新聞網[]
- 索马里首都摩加迪沙的一家饭店发生自杀式炸弹袭击事件，造成包括索马里过渡政府3名部长在内的至少57人死亡。新华网 Archive.today的存檔，存档日期2013-04-28新华网（页面存档备份，存于）
- 赤道几内亚现任总统、民主党主席特奥多罗·奥比昂在11月29日举行的总统选举中获胜，将连任总统。新华网 Archive.today的存檔，存档日期2013-04-28

## 12月4日
- 義大利黑手黨殺手史巴度薩（英语：Gaspare Spatuzza）以污點證人身份出庭作證時，指控義大利總理貝魯斯柯尼替黑手黨代言。中央社經由聯合新聞網
- 巴基斯坦旁遮普省拉瓦尔品第的一座清真寺发生炸弹袭击事件，造成至少32人死亡、40多人受伤。新华网（页面存档备份，存于）新华网（页面存档备份，存于）
- 俄羅斯彼尔姆边疆区首府彼爾姆市的一家名為「瘸腿馬」的夜總會因燃放烟花发生火灾，造成至少109人死亡、130多人受傷。新华网（页面存档备份，存于）
- 巴西最大零售連鎖店塔糖山集團宣佈收購百貨連鎖店巴伊亞之家控股權，因而成為巴西規模第三大民營企業。中央社經由聯合新聞網
- 纳米比亚现任总统希菲凯普涅·波汉巴在11月27日举行的总统选举中获胜，将连任总统。新华网 Archive.today的存檔，存档日期2013-04-28

## 12月5日
- 中華民國17個縣市舉行地方公職人員選舉，其中在縣市長選舉部份，國民黨获得12个縣市席位、民進黨获得4个席位，無黨籍人士获得1个席位。Nownews（页面存档备份，存于）Nownews（页面存档备份，存于）
- 第五屆東亞運動會在香港的維多利亞港上舉行開幕禮。香港電台中央社[永久]

## 12月6日
- 英國女王伊莉莎白二世嚴正警告各報社不得刊登狗仔隊拍攝之英國王室成員私人照片。BBC（页面存档备份，存于）
- 一位HIV陽性男子被控蓄意將病毒感染予其配偶，該案例為紐西蘭首例。Sunday Star Times（页面存档备份，存于）BBC（页面存档备份，存于）
- 羅馬尼亞舉行總統選舉第二輪投票。HotNews.ro（页面存档备份，存于）美聯社

## 12月7日
- 2009年联合国气候变化大会在丹麥首都哥本哈根開幕。美聯社

## 12月8日
- 伊拉克首都巴格達發生多宗炸彈襲擊，造成至少127人死、448人受傷。英國廣播公司（页面存档备份，存于）

## 12月9日
- 北韓當局證實，在首都平壤和接壤中國的邊境城市新義州出現了九宗甲型H1N1流感個案。聯合通訊社（页面存档备份，存于）

## 12月11日
- 欧洲空中客车公司研制的A400M军用运输机在西班牙塞维利亚进行首次试飞。新华网（页面存档备份，存于）
- 智利舉行第一輪總統選舉。[來源請求]

## 12月12日
- 第22届欧洲电影奖颁奖典礼在德国波鸿举行，奥地利导演迈克尔·哈内克执导的影片《白丝带》成为最大赢家，夺得最佳影片、最佳导演和最佳编剧3项大奖。新华网 Archive.today的存檔，存档日期2013-04-28

## 12月13日
- 第五届东亚运动会闭幕礼在香港红磡的香港体育馆举行，中国代表团以113枚金牌数连续5届名列金牌榜首位。新浪网（页面存档备份，存于）
- 因波斯尼亞戰爭停駛18年的貝爾格萊德—薩拉熱窩鐵路客運服務重新開通。英國廣播公司（页面存档备份，存于）
- 丁俊晖以10-8战胜世锦赛冠军约翰·希金斯，夺得2009年斯诺克英国锦标赛冠军。这是他职业生涯中第二次加冕英锦赛桂冠。新华网 Archive.today的存檔，存档日期2013-04-28
- 阿布哈兹现任总统谢尔盖·巴加普什在12日举行的总统选举中获胜，将连任总统，但格鲁吉亚、欧盟、美国等拒绝承认该选举的合法性。新华网 Archive.today的存檔，存档日期2013-04-28人民网（页面存档备份，存于）

## 12月14日
- 連接土庫曼斯坦至中國霍爾果斯的中國-中亞天然氣管道正式投入使用。中國國家主席胡錦濤、土庫曼斯坦總統別爾德穆哈梅多夫、哈薩克斯坦總統納扎爾巴耶夫、烏茲別克斯坦總統卡里莫夫主持通氣儀式。芝加哥太陽報
- 阿聯酋成員國阿布扎比出資100億美元，援助受債務危機的杜拜，其中41億用於償還旗下棕櫚樹地產開發公司發行的伊斯蘭債券。路透社（页面存档备份，存于）
- 四名哈薩克人和一名白俄羅斯人被泰國當局控告在一架伊留申-76貨機上非法藏有36公噸北韓製的武器。英國廣播公司（页面存档备份，存于）
- 世界第一张商用4G長期演進技術网络，由TeliaSonera電信在挪威奥斯陆和瑞典斯德哥尔摩提供服务。

## 12月15日
- 跨越珠江口，连接中国香港、珠海和澳门三地的港珠澳大桥正式开工建设。新华网 Archive.today的存檔，存档日期2013-04-28
- 美国波音公司研制的波音787客机在华盛顿州埃弗里特成功进行首次试飞。英國廣播公司（页面存档备份，存于）

## 12月16日
- 美国《时代杂志》宣布，美国联邦储备委员会主席本·伯南克当选为2009年年度风云人物。新浪（页面存档备份，存于）
- 天文学家在蛇夫座发现一颗围绕红矮星运转的太阳系外超级地球GJ 1214 b，这颗行星75%的表面区域被水覆盖。新华网

## 12月17日
- 中華民國前總統陳水扁自今年12月24日起再羈押2個月。[來源請求]

## 12月18日
- 法国巴黎一家法院判定谷歌公司未经许可扫描图书并将摘要在其图书搜索平台上发布是侵犯版权的行为，判决其向法国出版商支付30万欧元的赔偿。国际在线（页面存档备份，存于）
- 南韓出現全球首例，對克流感有抗藥性的新流感患者死亡個案[1]

## 12月19日
- 在丹麦哥本哈根举行的2009年联合国气候变化大会在达成不具法律约束力的《哥本哈根协议》后闭幕。新华网（页面存档备份，存于）
- 欧盟对塞尔维亚、黑山、马其顿三国公民取消《申根协定》签署国入境签证，上述三国公民可持本国护照免签入境申根国家。新华网
- 西班牙巴塞罗那队在阿拉伯联合酋长国阿布扎比举行的2009年世界俱乐部杯决赛中战胜阿根廷拉普拉塔大学生队，获得冠军。新华网 Archive.today的存檔，存档日期2013-04-28

## 12月20日
- 崔世安在澳门东亚运动会体育馆宣誓就任中华人民共和国澳门特别行政区第三任行政长官。BBC中文網（页面存档备份，存于）

## 12月21日
- 海協會會長陳雲林抵台，準備第四次江陳會談。中央社經由聯合新聞網[]
- 墨西哥首都墨西哥城地方议会通过同性婚姻合法化的法案，使墨西哥城成为拉丁美洲首个允许同性恋者结婚的城市。凤凰网（页面存档备份，存于）
- 阿根廷足球运动员利昂内尔·梅西在瑞士苏黎世举行的国际足联2009年度颁奖典礼中当选为世界足球先生，巴西足球运动员玛塔当选为世界足球小姐。新华网 Archive.today的存檔，存档日期2013-04-28

## 12月22日
- 塞爾維亞總統塔迪奇向歐盟輪值主席國、瑞典首相拉斯穆森正式遞交了加入歐盟的申請。泰晤士報[]
- 中国大陆海協會會長陳雲林与台湾海基會董事長江丙坤在台中市裕元花园酒店舉行。新华网（页面存档备份，存于）
- 香港導演吳宇森獲得第67屆威尼斯影展終身成就金獅獎。成為該獎項歷來第一名華人得主。明報（页面存档备份，存于）

## 12月23日
- 巴基斯坦最高法院裁定，准许主要为双性人和变性人的海基拉将自己定义为一个独特的性别。BBC中文网（页面存档备份，存于）

## 12月24日
- 天主教教宗本篤十六世在聖伯多祿大殿準備主持平安夜子夜彌撒時被一名疑有精神女子推倒，並無受傷，但一名樞機要送院。英國廣播公司（页面存档备份，存于）
- 美國參議院以60票贊成、39票反對，通過由總統巴拉克·奧巴馬提出的醫療改革法案。CNN（页面存档备份，存于）

## 12月25日
- 中國異議人士劉曉波，因為煽動顛覆國家政權罪，在北京市第一中級人民法院被判處有期徒刑十一年，同時剝奪政治權利兩年。明報即時新聞（页面存档备份，存于）英國廣播公司（页面存档备份，存于）
- 一班由荷蘭阿姆斯特丹前往美國底特律的西北航空253號班機被一名尼日利亞男子企圖施行恐怖襲擊，但為機上乘客制伏。客機安全抵達，而男子遭燒傷。英國廣播公司（页面存档备份，存于）

## 12月26日
- 连接中国武汉市和广州市的武广高速铁路全线投入运营，全长1068.6公里，最高运营速度达394.2公里/小时，是世界上一次建成最长、运营时速最高的高速铁路。新华网 Archive.today的存檔，存档日期2013-04-29

## 12月27日
- 索馬里海盜释放了10月19日在印度洋海域劫持的中國德新海號货轮及船上的25名船員，据这些海盗称，他们收到了400萬美元的贖金。中國日報（页面存档备份，存于）路透中国（页面存档备份，存于）新华网 Archive.today的存檔，存档日期2013-01-05
- 伊朗反对派于阿舒拉节期间在首都德黑兰等地发起示威活动，示威民众与警察发生暴力冲突，导致至少15人死亡，300多人被捕。英國廣播公司（页面存档备份，存于）中国网
- 中国河南省文物局宣布，在河南省安阳县安丰乡西高穴村发现三国时期魏武王曹操的陵墓。新华网

## 12月28日
- 泰国政府强制将碧差汶府难民营当中近4000名曾在越战中协助美国作战的老挝赫蒙族人全部遣送回国。BBC（页面存档备份，存于）

## 12月29日
- 日前被中國最高人民法院複核、運毒罪名成立的英國人阿克毛·沙伊克被執行死刑。鳳凰網（页面存档备份，存于）

## 12月31日
- 芬兰第二大城市埃斯波大提琴購物中心（芬兰语：Sello (kauppakeskus)）发生枪击事件（芬兰语：Sellon ampumavälikohtaus），枪手打死五人后自杀。YLE（页面存档备份，存于）BBC中文网（页面存档备份，存于）
- 立陶宛为履行加入欧盟时做出的承诺，关闭了与曾发生核泄漏事故的乌克兰切尔诺贝利核电站属同一类型反应堆的伊格纳利纳核电站。新华网（页面存档备份，存于）
- 科学家公布研究报告称，在野生袋獾种群中肆虐了10多年的传染性癌症袋獾面部肿瘤是由雪旺细胞病变所致。新华网 Archive.today的存檔，存档日期2013-04-28
- 台灣台北市101大樓成為世界最高的綠建築，跨年煙火秀斥資3000萬新台幣，獨創全角度煙火秀，歷年來最盛大。[來源請求]